# رودراكشا
رودراكشا هي البذور النباتية التي يتم استخدامها في الهندوسية على شكل مسبحة تساعد على التأمل والصلاة (وبالأخص لدى أتباع المذهب الشيفاوي). ويتم استخلاص البذور من ثمار أشجار كبيرة دائمة الخضرة وعريضة الأوراق اسمها العلمي Elaeocarpus ganitrus.
ترتبط مسبحة حبات الرودراكشا بالإله الهندوسي شيفا، ويتم ارتداؤها غالباً بهدف الحماية أو أثناء ترديد المانترات الهندوسية مثل (أوم ناماه شيفايا). المصدر الرئيسي للبذور هي الهند، إندونيسيا ونيبال حيث يتم استخدامها في تزيين المجوهرات وصنع جابامالا ولها قيمة كبيرة مشابهة لقيمة الأحجار الكريمة.

## أصل الكلمة

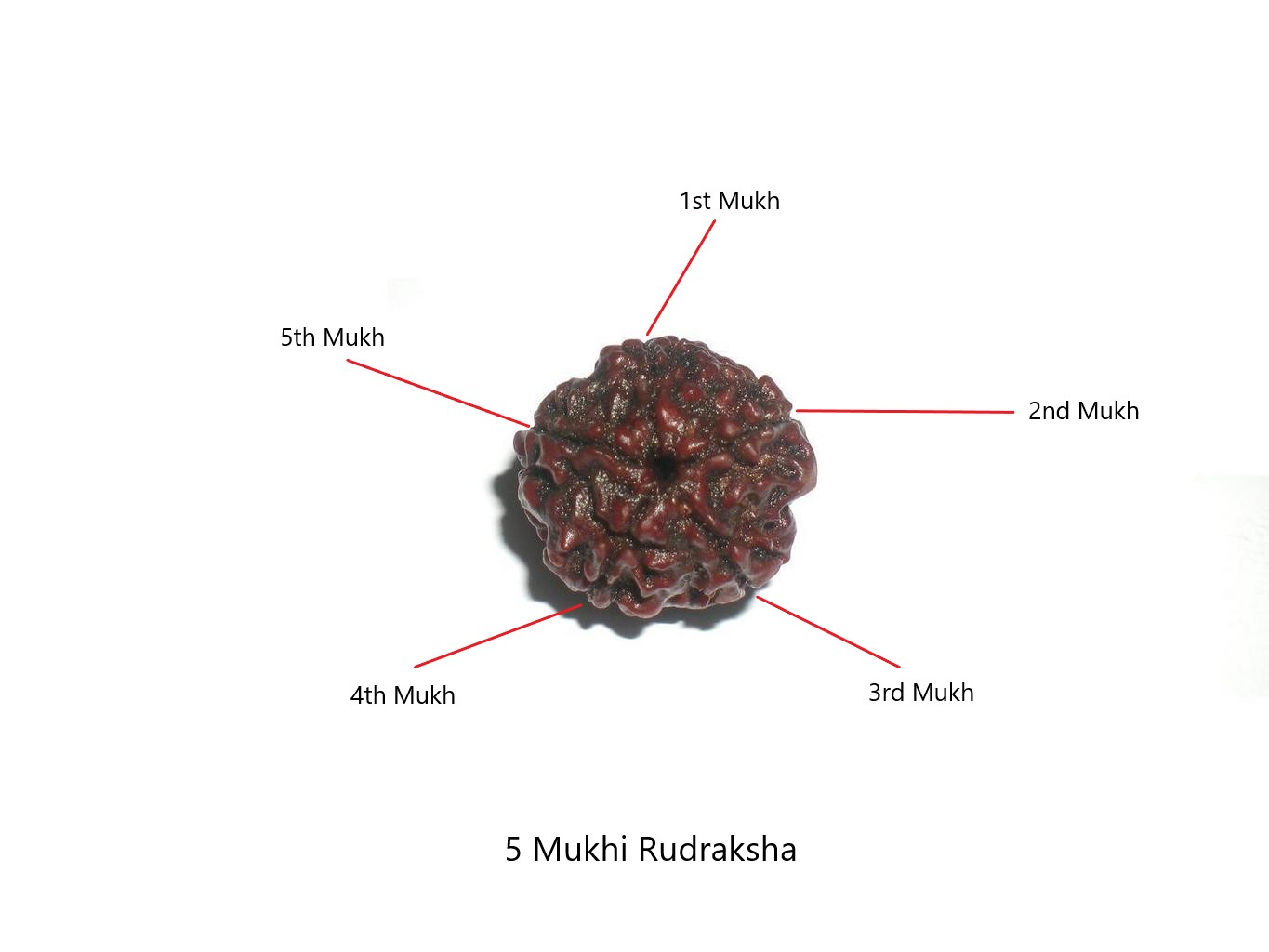
صورة توضيحية لبذرة رودراكشا ذو الخمسة وجوه

رودراكشا هي كلمة سنسكريتية مركبة من "رودرا" (بالسنسكريتية:रुद्र) و«أكشا» (بالسنسكريتية:अक्ष)، حيث رودرا هو أحد الأسماء الفيدية للإله شيفا وأكشا تعني «الدموع»، وبذلك يأتي الاسم بمعنى «دموع الإله شيفا».
من ناحية أخرى، تترجم القواميس السنسكريتية كلمة «أكشا» بمعنى العين. مصادر أخرى مثل سيفايا سوبرامونياسوامي وكمال نارايان سيثا ترجموا أيضاً الكلمة على أنها تعني العين، ومن وجهة النظر هذه فإن رودراكشا تعني «عين الإله شيفا» أو«عين رودرا».
تحمل كلمة «أكشا» تعريفات أخرى أيضاً، مثل «الروح» و«المعرفة الدينية».
بالإضافة إلى ذلك، كلمة «راكشا» (بالسنسكريتية:रक्षा) من الجذر «راكش» تأتي بمعنى «للحماية».

## الشجرة

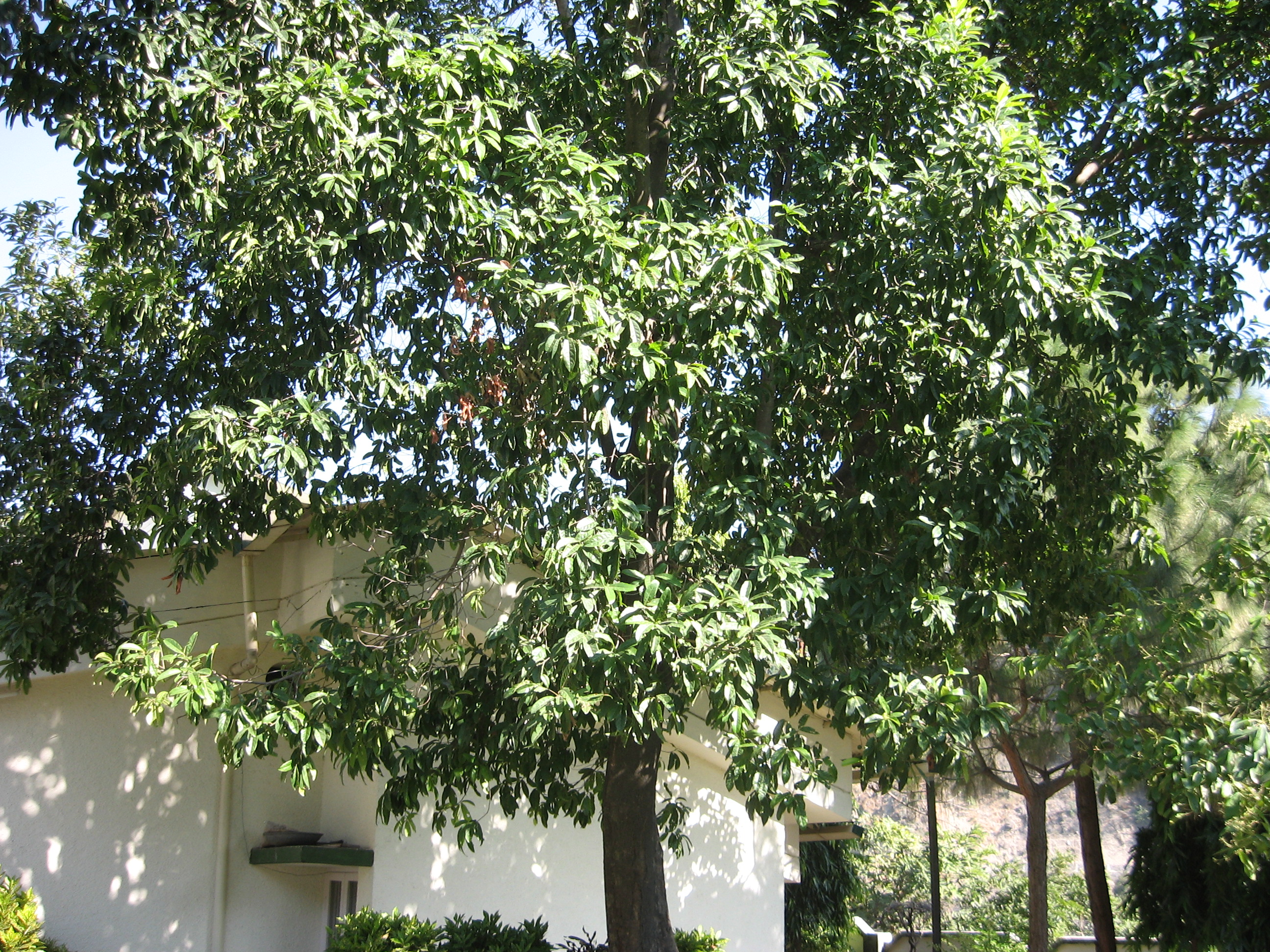
شجرة رودراكشا

تنمو أشجار Elaeocarpus ganitrus بارتفاع 60-80 قدم (18-24 متر) وتمتد مناطق تواجدها من سهل الغانج الهندي على سفوح جبال الهيمالايا، نيبال، جنوب وجنوب شرق آسيا، أجزاء من أستراليا، بالإضافة إلى غوام وهاواي. من أصل 300 نوعاً من هذه الشجرة يوجد فقط 30 نوعاً في الهند.
شجرة الرودراكشا دائمة الخضرة وتنمو بسرعة، وتُؤتي ثمارها في غضون ثلاث إلى أربعة سنوات من الإنبات. تشبه أوراقها أوراق التمر الهندي أو شجرة جوز القيء ولكنها أطول، وتنتج ما بين 1000 إلى 2000 فاكهة سنوياً. عندما تنضج بذور الرودراكشا تقوم فاكهة خارجية زرقاء (تُدعى أحياناً حبات التوت) بتغطية البذور. تسمى هذه الفاكهة أيضاً أمريتفالا (ثمرة الرحيق).

## الأنواع

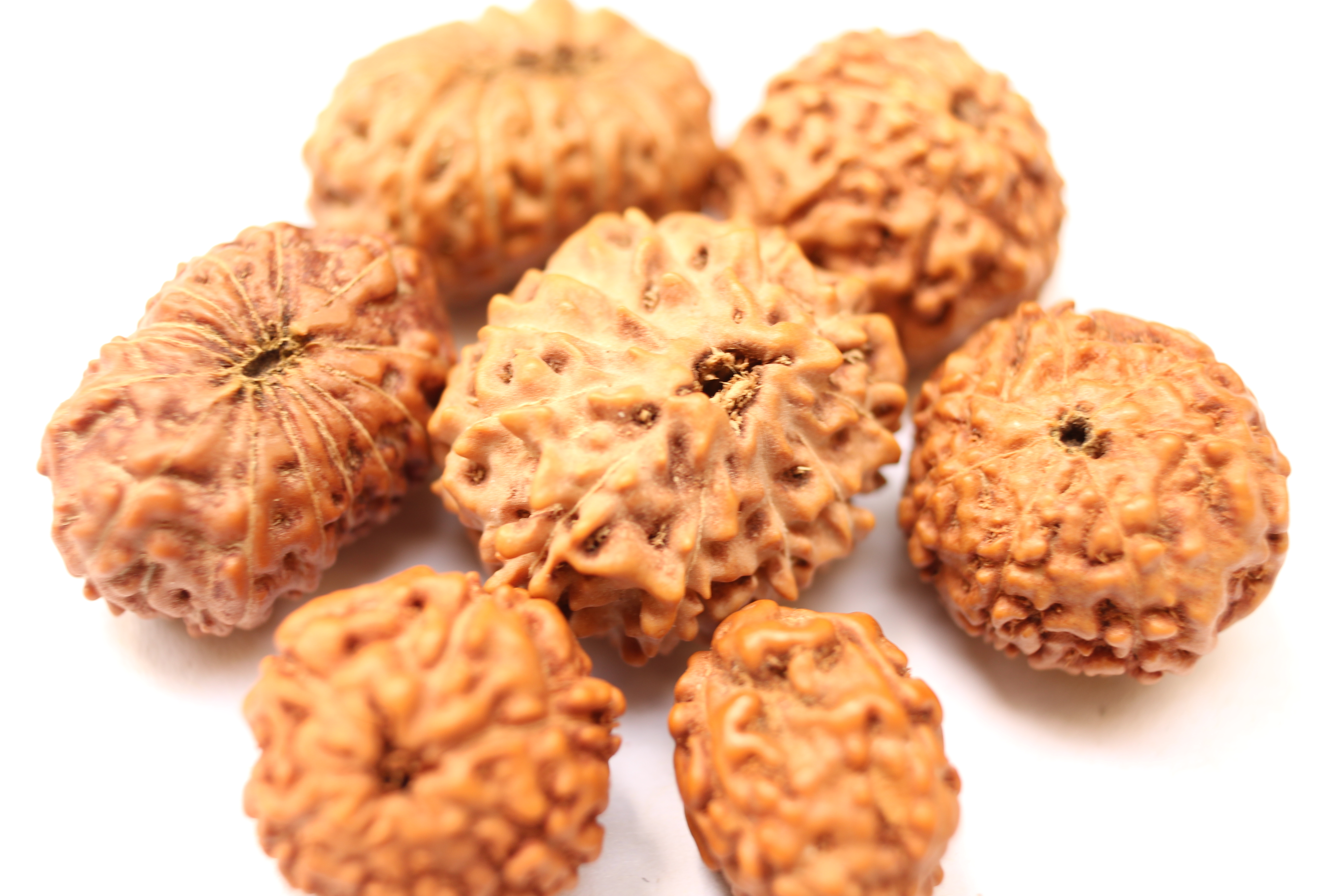
بذور أو حبات ثمار الرودراكشا

تحتوي حبات الرودراكشا على ما بين 1 و21 وجهاً أو (mukhi). في العصور القديمة كان من الممكن العثور على حبات تحتوي على ما يصل إلى 108 وجهاً، أما في الوقت الحاضر فما يزال من الممكن العثور على 30 وجهاً.
80% من الرودراكشا المنتشر حالياً لها أربعة، خمسة (الأكثر شيوعاً) أو ستة وجوه، أما الحبات ذو الوجه الواحد فهي الأكثر ندرة. يتراوح طول الحبات الآتية من نيبال ما بين 20 و35 مليمتر (0.79 و1.38 بوصة)، أما تلك الآتية من إندونيسيا ما بين 5 و25 مليمتر (0.20 و0.98 بوصة). أما ألوان الرودراكشا فهي إما بيضاء، حمراء، بنية (الأكثر شيوعاً)، صفراء أو سوداء.
من أنواع الرودراكشا الأخرى Gauri Shankar وهما حبتان ملتصقتان بشكل طبيعي ببعضهما البعض، وSawar وهي حبتان ملتصقتان ولكن حبة منها لديها وجه واحد فقط أو وجه مركب على وجه آخر. وTrijuti وهي ثلاث حبات ملتصقة ببعضها البعض. تشمل الأنواع النادرة الأخرى Ved وهي أربع حبات من نوع Sawar في حبة واحدة وDwaita وهي حبتان Sawar في حبة واحدة.

## التكوين

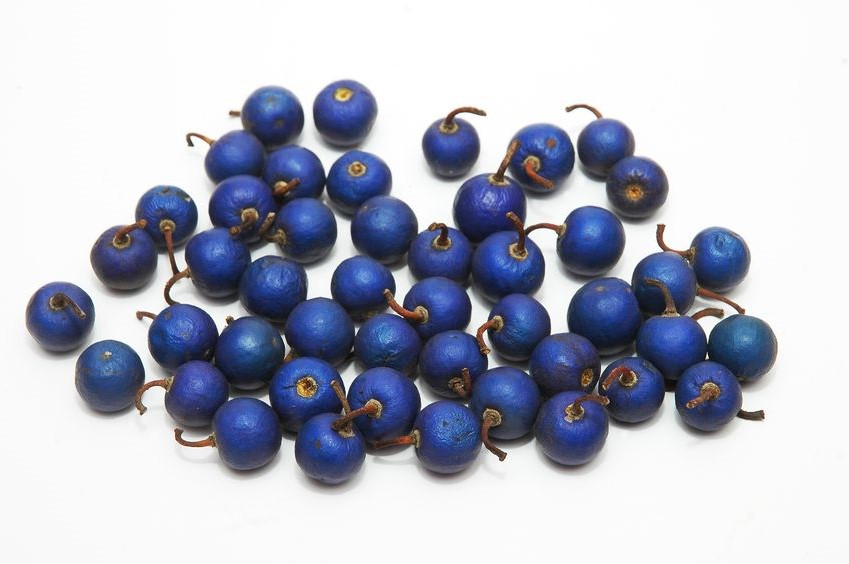
ثمار الرودراكشا الزرقاء

تحتوي ثمار الرودراكشا في تركيبتها على مواد عديدة من ضمنها المركبات شبه القلوية، الفلافونويد، التانين، الستيرويد، التريتربين، الغلوسيدات، والرودراكين وهو مركب قلوي تم اكتشافه مؤخراً.

## الإستخدامات

### الإستخدامات الدينية

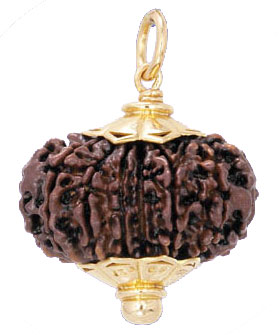
رودراكشا ذو 14 وجه على شكل قلادة

إرتداء الرودراكشا ذو الـ 108 حبات في الهند يعود إلى تقاليد عريقة وتاريخ ضارب في القدم، لا سيما لدى أتباع مذهب الشيفية، الذين يقدسون شيفا الذي يرتدي أكاليل الرودراكشا ويقومون بترديد المانترا أوم ناماه شيفايا مستخدمين خرزات الرودراكشا كوسيلة تساعد على التأمل وتقديس العقل والجسد والروح. يتم ربط خرزات الرودراكشا معاً وتُستخدم في حساب عدد المانترات أو الصلوات بشكل مشابه لمسبحة الصلاة المسيحية، وتحتوي معظمها على 108 خرزة + واحدة إضافية حيث العدد 108 يعتبر مقدساً ومناسباً من ناحية التكرارات لتلاوة مانترا قصيرة. أما الخرزة الإضافية فتسمى "ميرو'' أو ''بيندو'' أو"خرزة الغورو" وتساعد على تحديد بداية ونهاية دورة الـ 108 خرزات ولها قيمة رمزية كخرز أساسي.
تثبت خرزات الرودراكشا مع بعضها عادةً بواسطة خيط من الحرير أو خيط قطني أسود أو أحمر، وفي أحيان أخرى يستخدم الجواهريون الأسلاك النحاسية أو الفضية أو الذهبية. كما قد تتضرر الخرزات إذا تم ربطها بإحكام شديد.

## في النصوص المقدسة

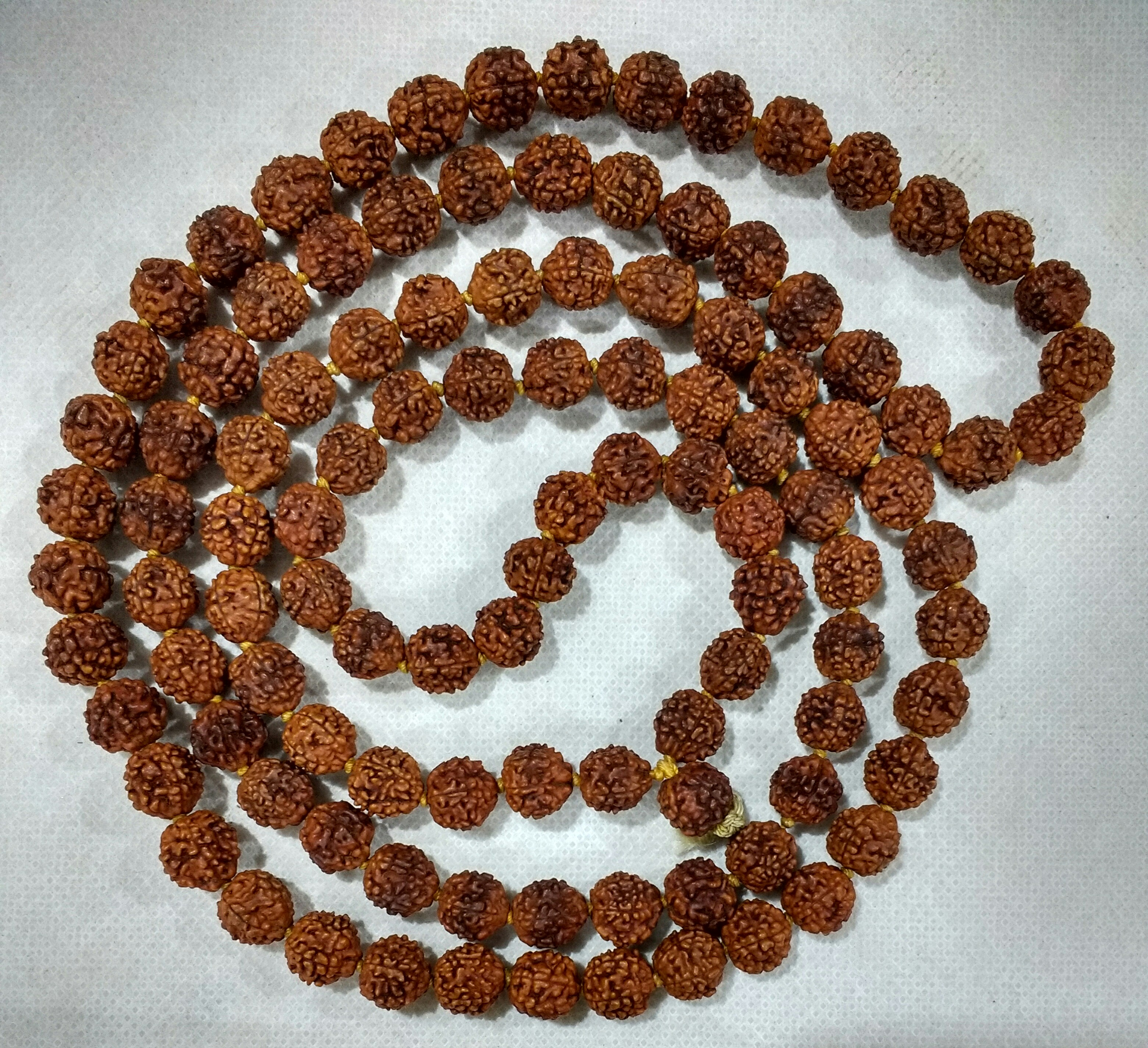
رودراكشا ذو 5 وجوه مع 108 خرزات + خرزة الغورو الإضافية

## الصور

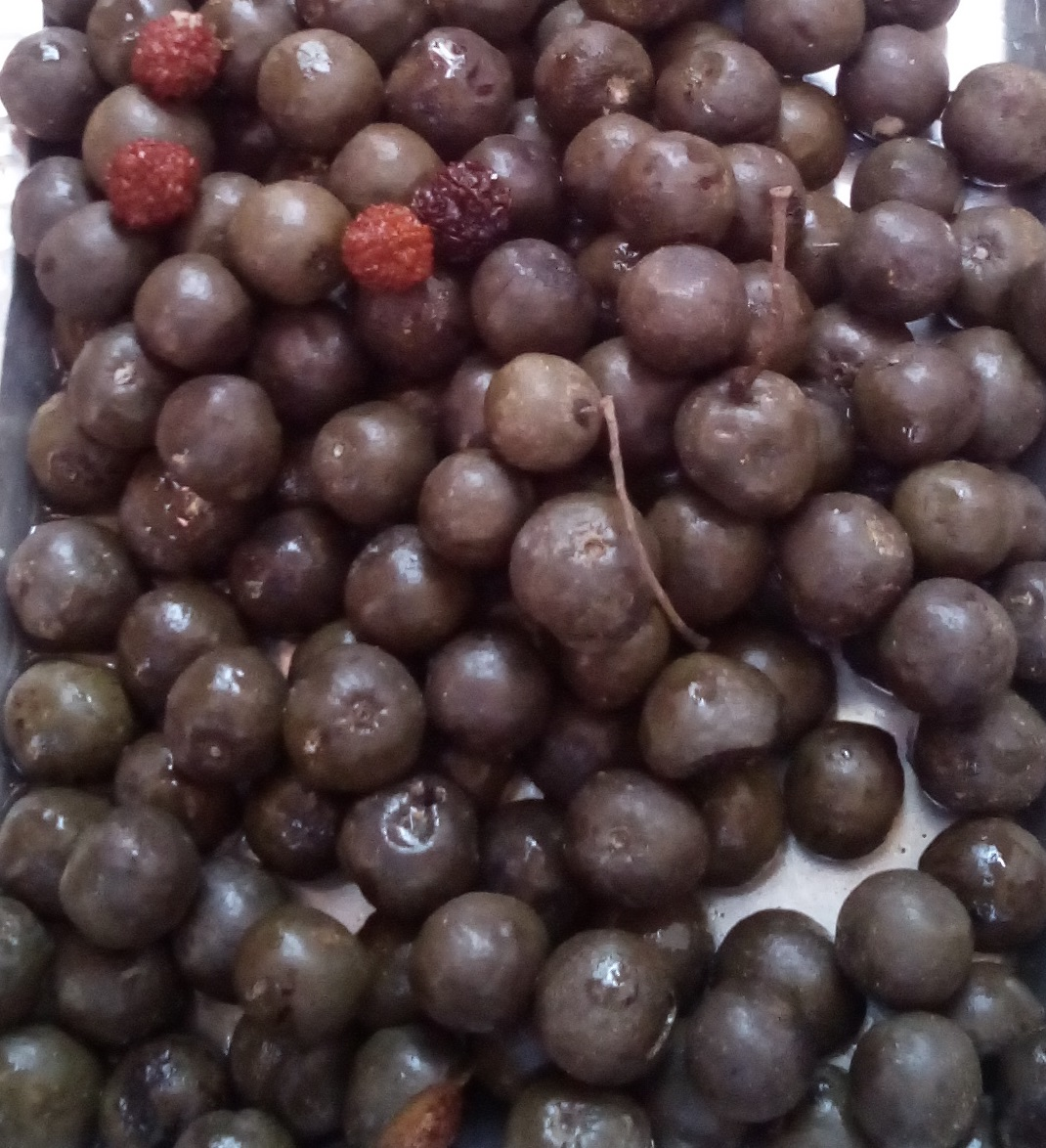
ثمار رودراكشا مجففة تحولت إلى اللون الأسود
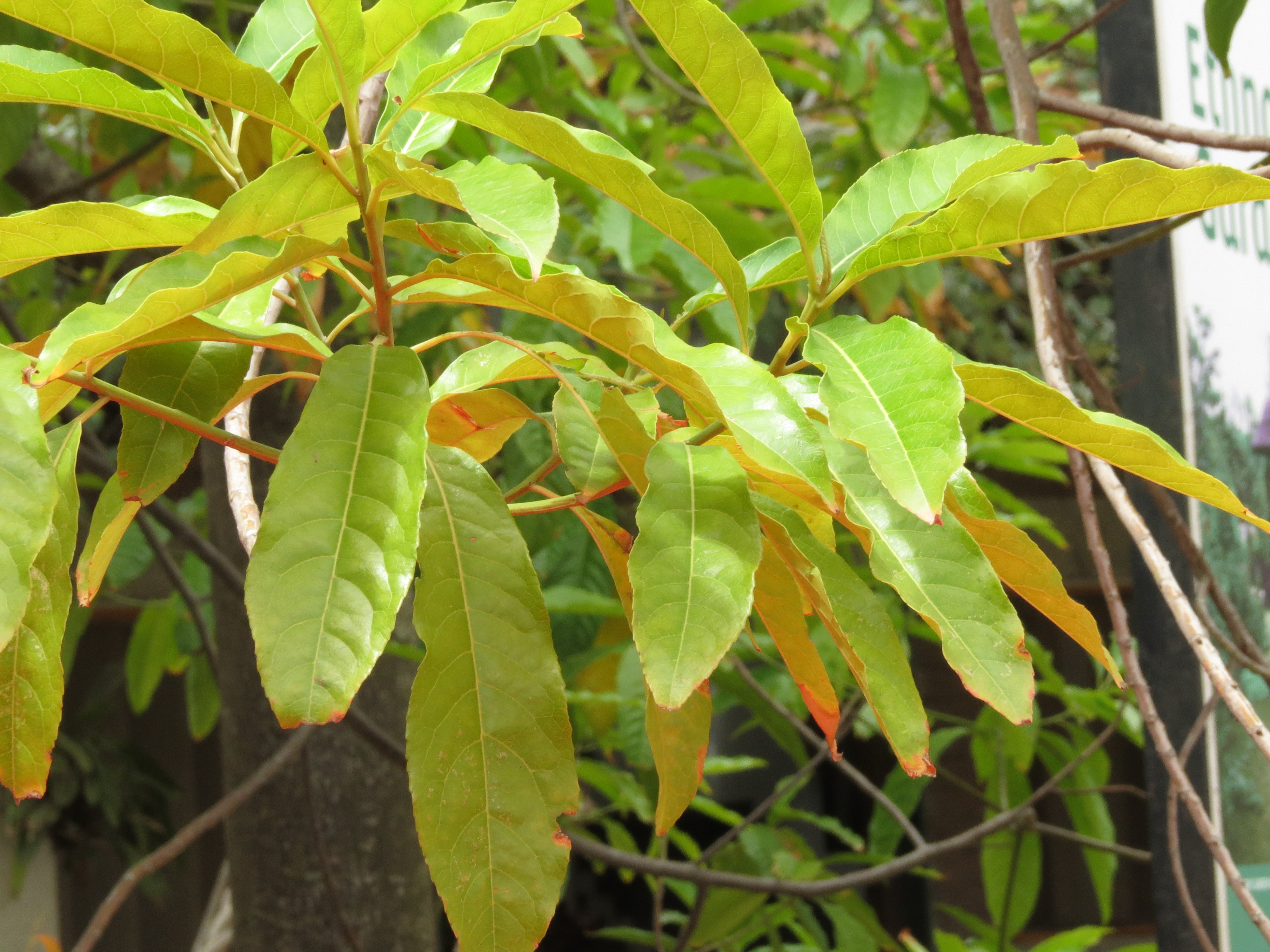
أوراق شجرة الرودراكشا
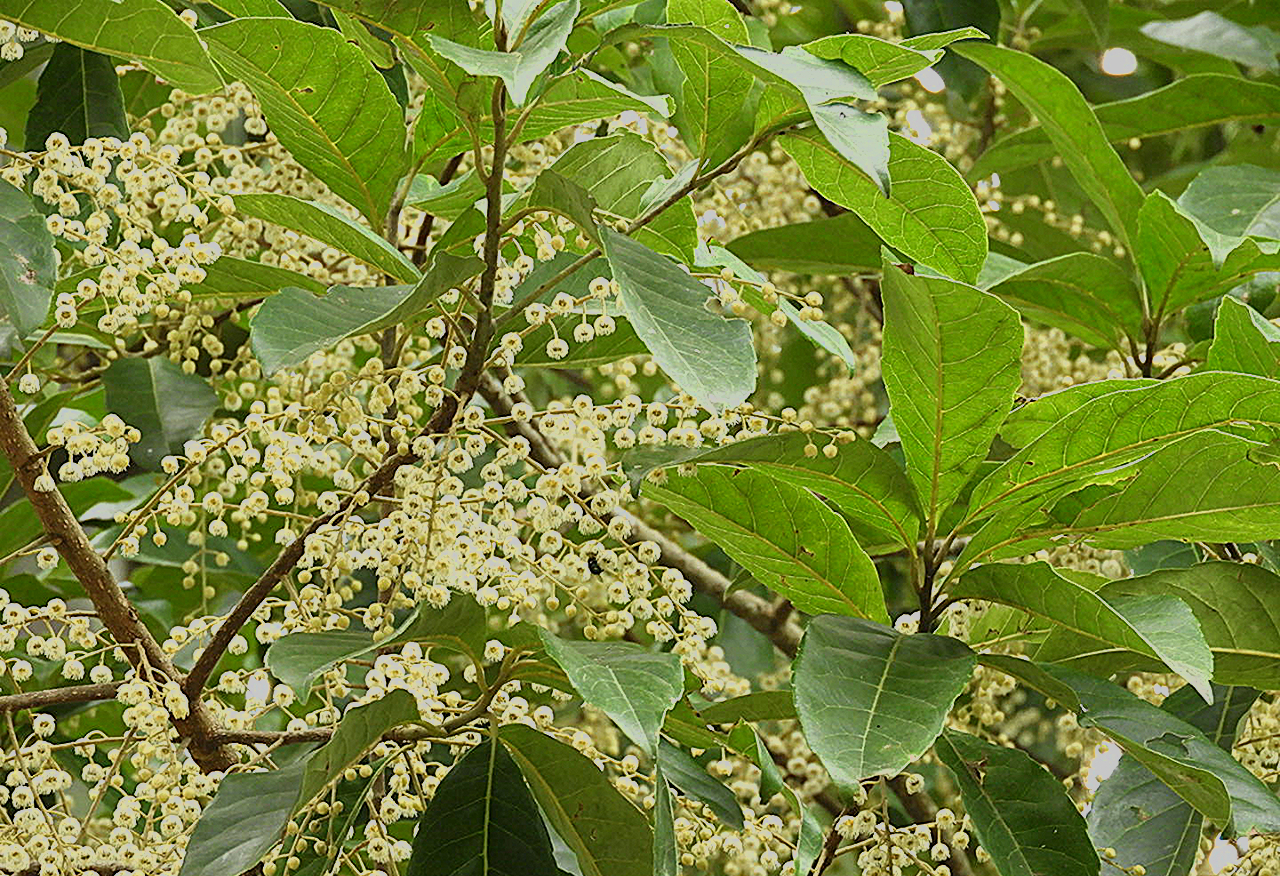
شجرة رودراكشا مع زهورها
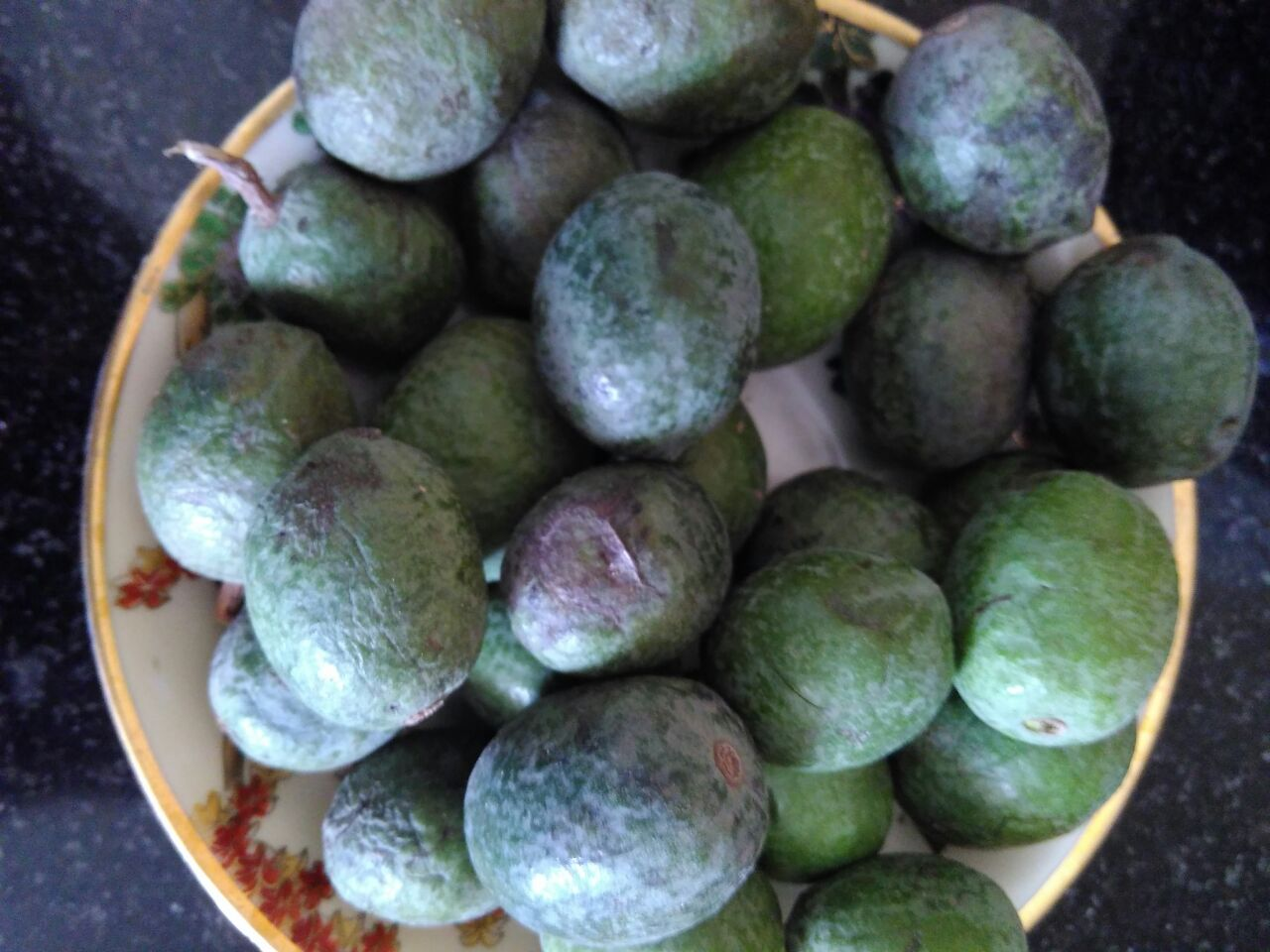
ثمار رودراكشا نيئة مقطوفة حديثاً، حيث تكون زرقاء اللون عند النضج
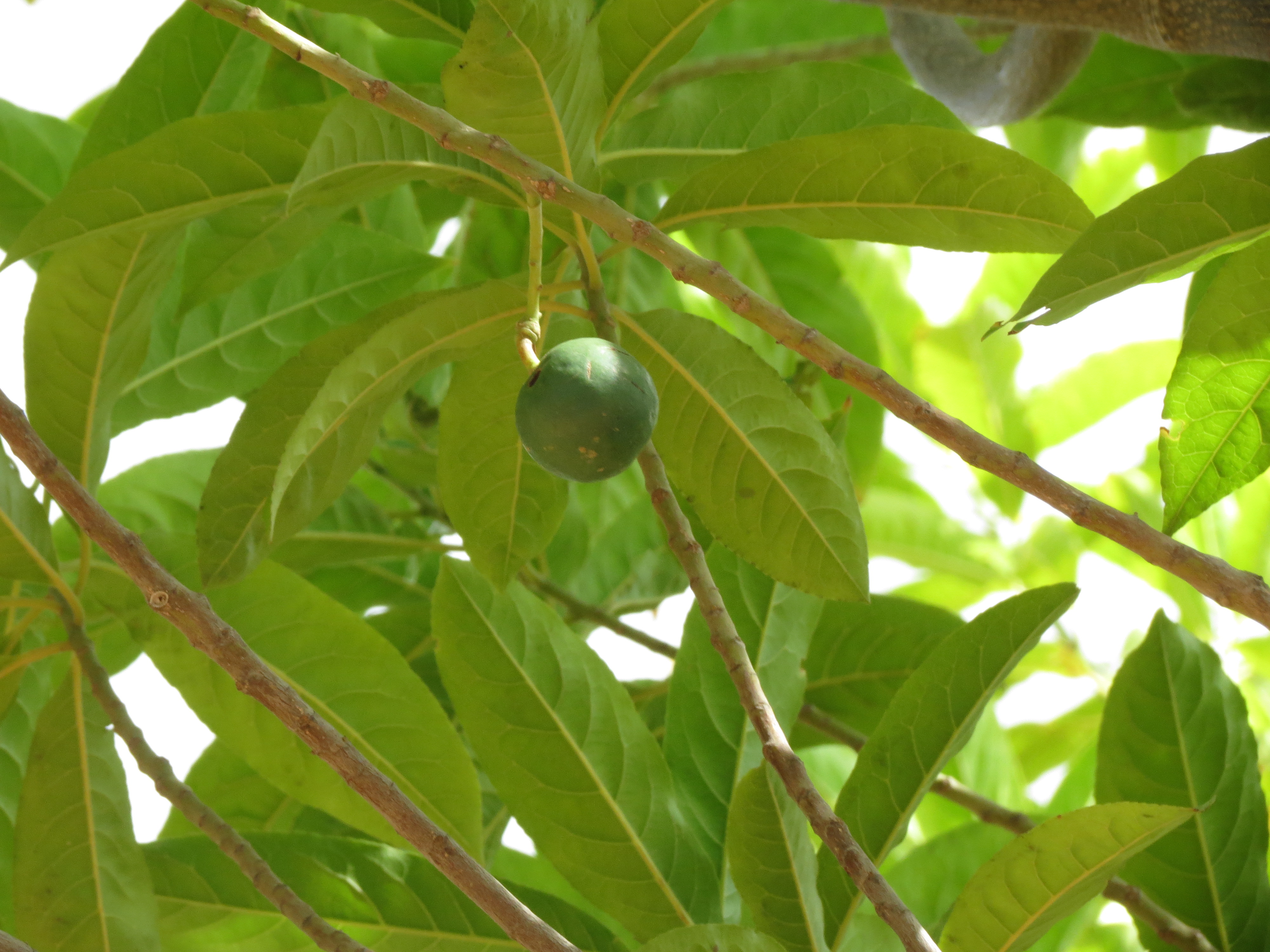
ثمرة رودراكشا نيئة على الشجرة
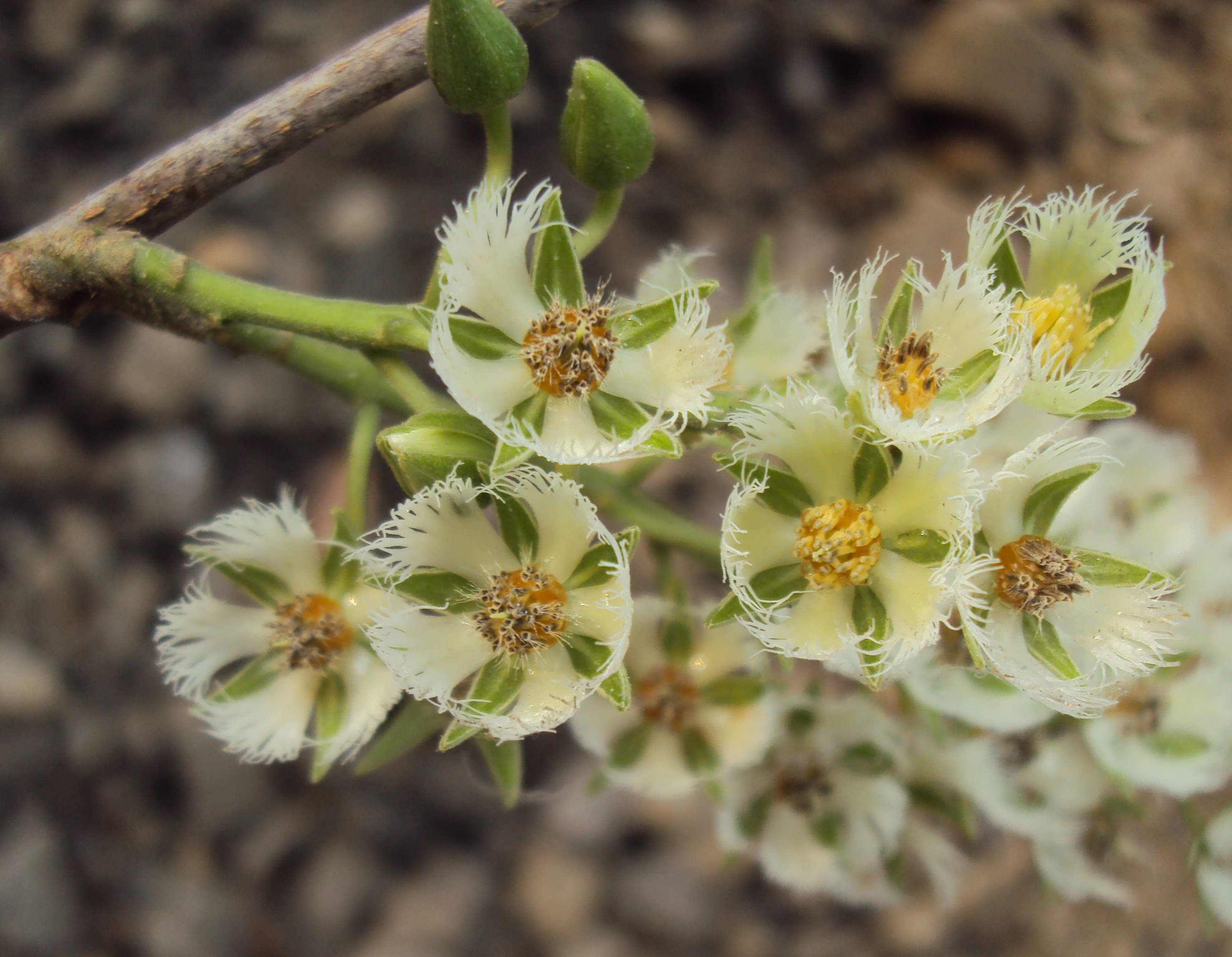
زهور شجرة الرودراكشا
خرزة رودراكشا ذو وجه واحدخرزة رودراكشا ذو وجه واحد
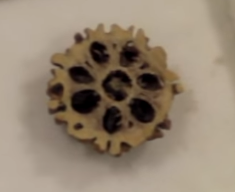
خرزة رودراكشا ذو 7 وجوه مقطوعة إلى نصفين
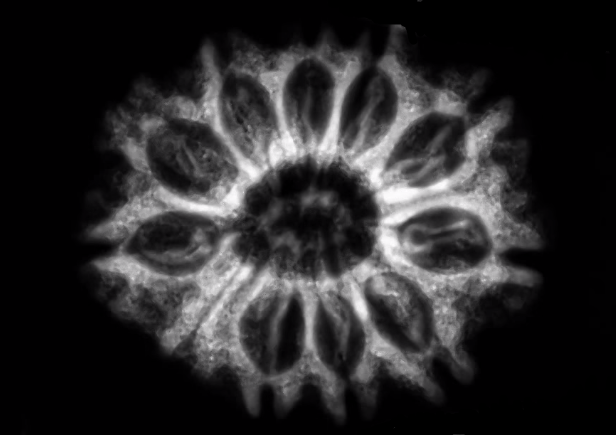
صورة بالأشعة السينية لخرزة رودراكشا ذو 10 وجوه حيث يتبين عشرة غرف لتخزين البذور وغرفة مركزية كبيرة واحدة في المنتصف
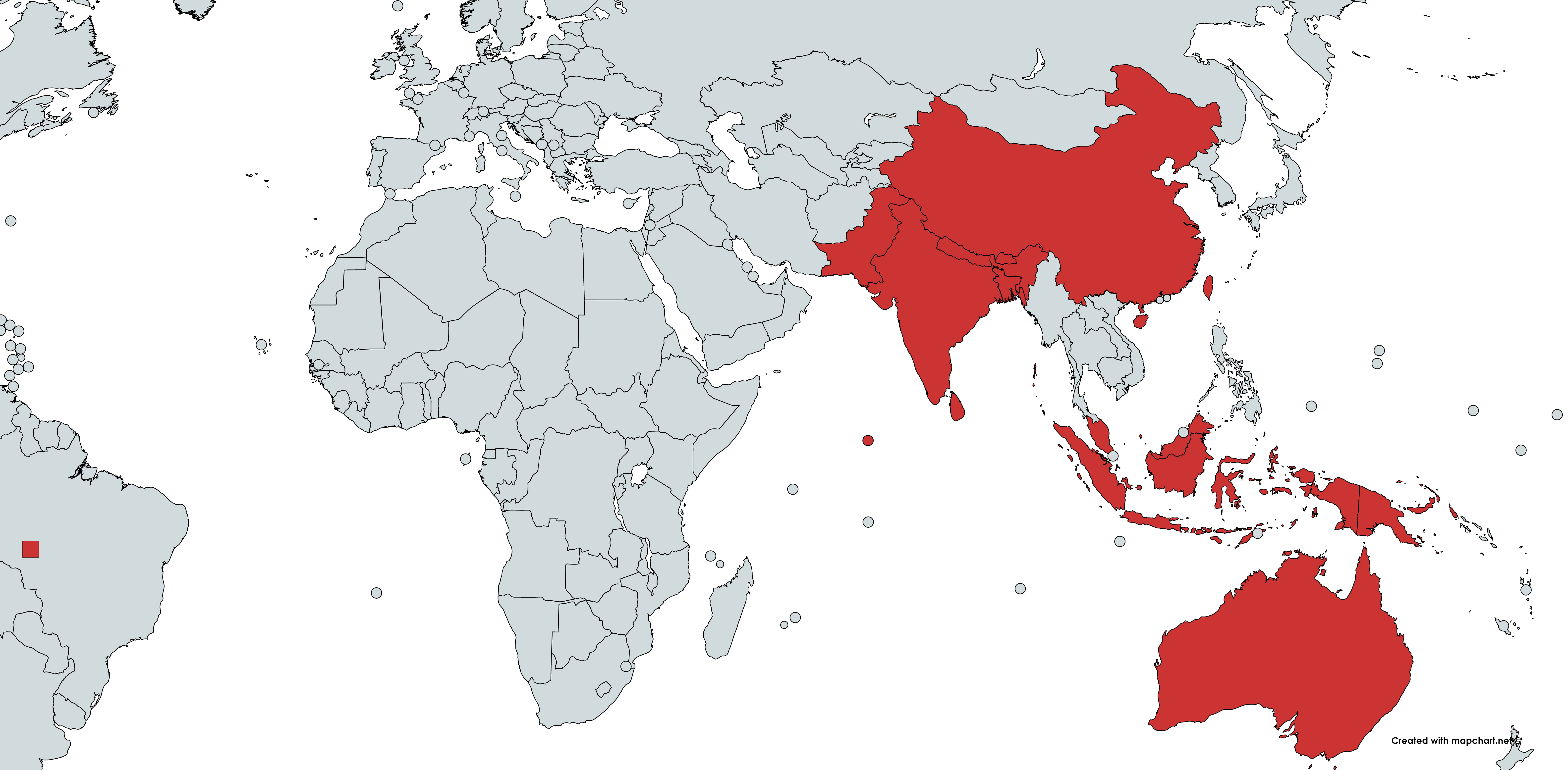
خريطة توضيحية للدول التي تتوافر فيها أشجار الرودراكشا (بالأحمر)
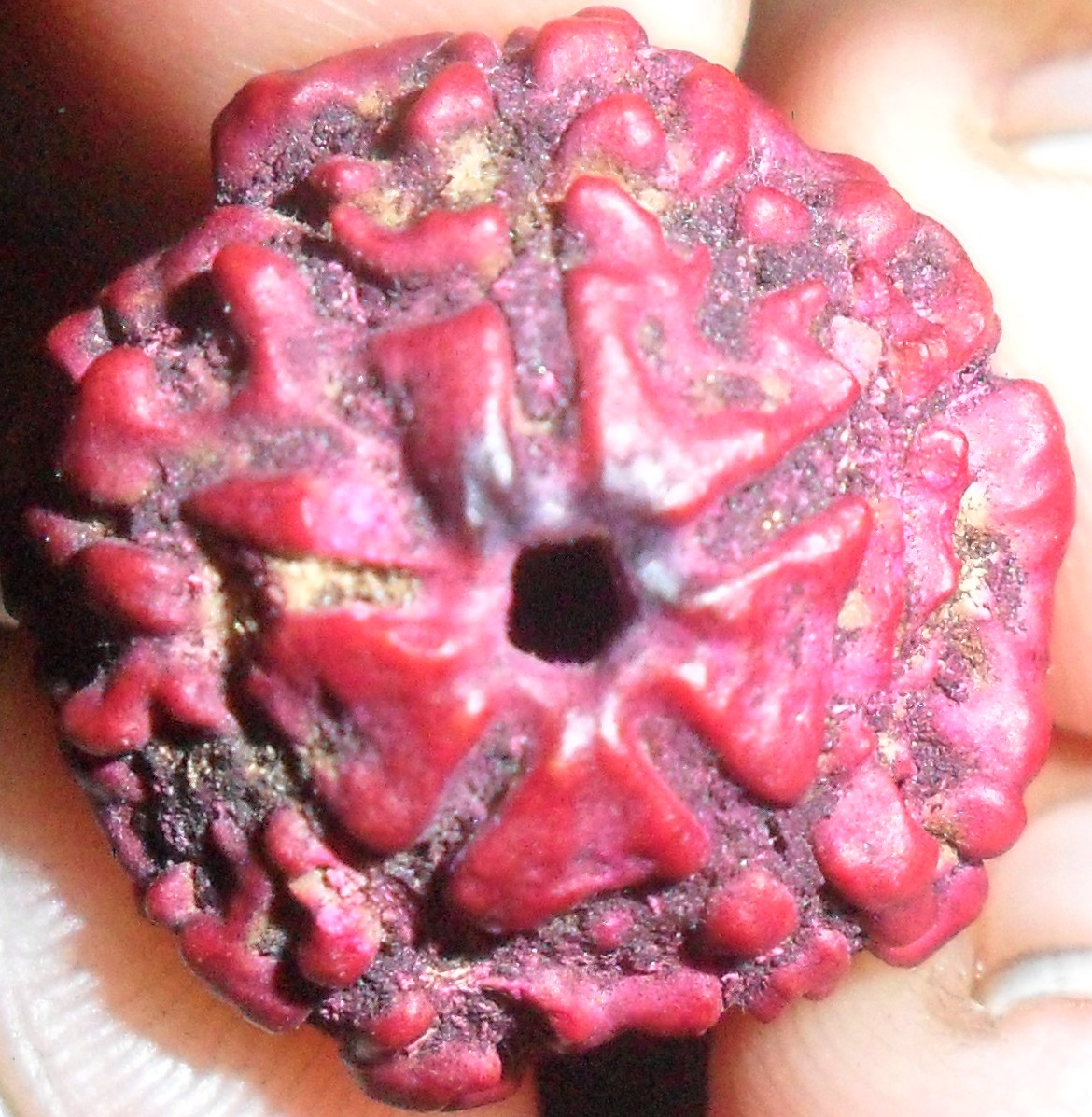
خرزة رودراكشا ذو 5 وجوه